# رافائل رودریگس
رافائل رودریگس (انگلیسی: Rafael Rodrigues؛ زادهٔ ۲۷ ژانویهٔ ۲۰۰۲) بازیکن فوتبال اهل پرتغال است که در حال حاضر به صورت قرضی از بنفیکا بی برای ای‌وی‌اس در پست مدافع بازی می‌کند.
وی همچنین در تیم‌های ملی فوتبال زیر ۱۶ سال پرتغال، زیر ۱۷ سال پرتغال، زیر ۱۸ سال پرتغال، زیر ۱۹ سال پرتغال، زیر ۲۰ سال پرتغال و زیر ۲۱ سال پرتغال بازی کرده است.